# TAP Express
 (mars 2018).
Si vous disposez d'ouvrages ou d'articles de référence ou si vous connaissez des sites web de qualité traitant du thème abordé ici, merci de compléter l'article en donnant les références utiles à sa vérifiabilité et en les liant à la section « Notes et références ».
Ne doit pas être confondu avec Luachimo.
TAP
Abrace o Mundo
TAP Express, anciennement PGA ou Portugália Airlines, (code AITA : TP ; code OACI : PGA) est une compagnie aérienne portugaise. Elle fait partie du groupe TAP et assure des vols pour sa société mère.

## Historique
Si l'idée de créer une nouvelle entreprise pour le marché d'aviation commercial naquit en 1987, sur l'initiative de la Coopav (Coopérative de pilotes), de Transconsult (un cabinet d'études) et du Grupo Espírito Santo (secteur bancaire), la société anonyme ne fut créée que le 25 juillet 1988, avec des capitaux exclusivement portugais et privés.
Cependant le début de son activité fut retardé par la publication de la loi sur la libéralisation du transport aérien. Le premier vol fut un Lisbonne-Porto, le 7 juillet 1990, avec un Fokker 100. Le même jour commença la ligne Lisbonne-Faro.
Les vols réguliers internationaux commencèrent en juin 1992, à destination de Cologne, Strasbourg et Turin, grâce à l'acquisition de quatre nouveaux Fokker 100. Avec la libéralisation totale de l'espace aérien européen, en janvier 1993, Portugália Airlines a continué son expansion en ouvrant plusieurs lignes vers Bruxelles, Hanovre, Madrid, Mulhouse/Bâle et Stuttgart.
La compagnie portugaise inaugura, en avril 1997, sept nouvelles destinations dans la péninsule ibérique (Barcelone, Bilbao, Las Palmas, Palma de Majorque, Tenerife, Valence) et le Royaume-Uni (Manchester). Six nouveaux avions, Embraer 145 (45 places), sont acquis afin d'augmenter la capacité opérationnelle de la compagnie.
Bordeaux, Lyon, Marseille, Nice et Toulouse furent les cinq nouvelles destinations durant les années 1998-1999 et accru ainsi son expansion sur le territoire français.
En 2003, Portugália Airlines devint partenaire de TAP Air Portugal, la principale compagnie portugaise. Quatre années plus tard, PGA intégra le groupe TAP. Elle cessa de travailler de manière autonome et continua ses opérations sous la marque de sa société mère, TAP Air Portugal.
Elle a transporté 985 500 passagers en 2004, en progression de 22,7 % par rapport à 2003 (et de 10,8 % par rapport à 2001).
Fernando Pinto, CEO de TAP Air Portugal, présenta, le 14 janvier 2016, la nouvelle compagnie TAP Express qui remplacera PGA dès le 27 mars 2016. 17 nouveaux appareils seront intégrés dans la flotte de TAP Express dont huit ATR 72 (qui quitteront la flotte en 2024)et neuf Embraer 190.

## Meilleure compagnie régionale en Europe
| Nom                    | Pays        | Récompense                                       | Année |
| ---------------------- | ----------- | ------------------------------------------------ | ----- |
| Skytrax                | Royaume-Uni | Meilleure compagnie aérienne régionale en Europe | 2001  |
| Skytrax                | Royaume-Uni | Meilleure compagnie aérienne régionale en Europe | 2002  |
| Skytrax                | Royaume-Uni | Meilleure compagnie aérienne régionale en Europe | 2003  |
| Skytrax                | Royaume-Uni | Meilleure compagnie aérienne régionale en Europe | 2004  |
| Ministère du Tourisme  | Portugal    | Médaille du mérite touristique                   | 2004  |
| Revue Take-Off         | Portugal    | Meilleur transporteur aérien portugais           | 2004  |
| Skytrax                | Royaume-Uni | Meilleure compagnie aérienne régionale en Europe | 2005  |
| Skytrax                | Royaume-Uni | 2e Meilleure compagnie aérienne en Europe        | 2005  |
| Skytrax                | Royaume-Uni | Meilleur Personnel de Cabine en Europe           | 2005  |
| Aéroport de Manchester | Royaume-Uni | Skyliner Track Keeping Accuracy                  | 2005  |
| Skytrax                | Royaume-Uni | Meilleur Personnel de Cabine en Europe           | 2006  |
| Skytrax                | Royaume-Uni | Meilleur Personnel de Cabine en Europe du Sud    | 2007  |

## Destinations
TAP Express dessert 31 destinations dans 9 pays en Europe et en Afrique du Nord :

## Compagnies partenaires

### IntégrationSkyteam
Le 2 juin 2006, il est annoncé que Portugália rejoindrait l'alliance Skyteam en tant que membre associé au cours de l'année suivante. Seulement, à la suite de son rachat par TAP Portugal (membre de l'alliance Star Alliance qui est opposée à Skyteam), son rapprochement est annulé, de même que les vols exploités pour le compte d'Air France depuis la fin mars 2007.

### Partage de code
De façon à augmenter sa capacité de vols, PGA - Portugália Airlines signe des accords de partage de code avec des compagnies de renom (dont TAP AIR Portugal depuis 2016). Sans mettre de côté le compromis de qualité auquel elle s'est engagée envers ses passagers et offrant un service de suivi des bagages, depuis l'aéroport de départ jusqu'à la destination finale, les vols assurés en partage de code permettent d'offrir un choix plus vaste de destinations et d'horaires en Europe et en Afrique du Nord.
Font partie de cet accord, quatre compagnies nationalisées - Air France, Alitalia, KLM et TAP Portugal, et deux compagnies privées, Air Europa et Regional Air Lines.

#### Anciennes destinations par compagnies partenaires
Air Europa
| - Budapest - Fuerteventura (Puerto del Rosario) - Ibiza - Lanzarote - Las Palmas de Gran Canaria - Minorque (Mahón) | - Palma de Majorque - Rome - Saint-Jacques-de-Compostelle - Tenerife - Varsovie |

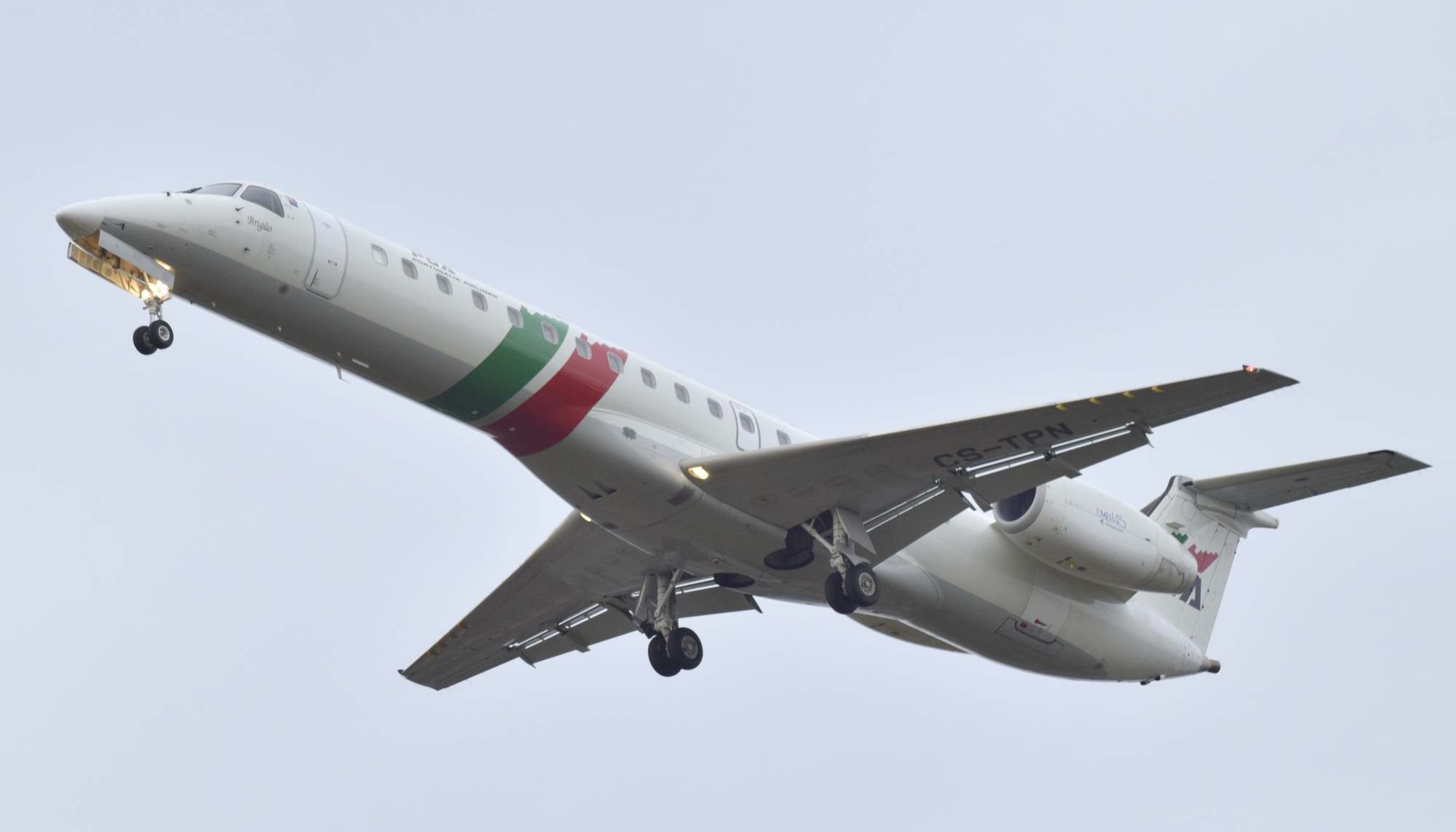
Embraer 145 en approche finale à Bordeaux-Mérignac

Air France
| - Aberdeen - Athènes - Birmingham - Bordeaux - Brest - Clermont-Ferrand - Copenhague - Düsseldorf - Édimbourg - Göteborg - Hambourg - Hanovre | - Ljubljana - Lorient - Metz - Munich - Newcastle upon Tyne - Nancy - Nuremberg - Oslo - Paris - Stockholm - Stuttgart - Varsovie |

Alitalia
- Budapest
- Düsseldorf
- Stuttgart
- Milan
- Munich
- Rome
- Vienne
- Varsovie

KLM
- Amsterdam

Regional Air Lines
- Casablanca

### Programme voyageur fréquent
La conjugaison de synergies avec Air Europa, Air France et KLM concerne aussi le programme de voyageur fréquent et les membres du Sky Club peuvent accumuler et utiliser les miles de leur carte toutes les fois qu'ils voyageront avec ces deux transporteurs.

## Flotte
La flotte de TAP Express se compose de :
Embraer 190 (9 ans)
Embraer 195 (9 ans)

## Logo

jusqu'au 26 mars 2016